# Trentino-Alto Adige
Trentino-Alto Adige (italiensk: Trentino-Alto Adige, tysk: Trentino-Südtirol) er en italiensk region, beliggende på Alpernes sydside. Den består af provinserne Trentino og Alto Adige/Sydtyrol, hvor de største byer er henholdsvis Trento og Bolzano. I Sydtyrol taler flertallet tysk. Regionen var en del af Østrig-Ungarn (og forgængeren Kejserriget Østrig) fra 1815 til det blev annekteret af Italien i 1919. Det officielle navn var Venezia Tridentina mellem 1919 og 1947 og Trentino-Alto Adige/Tiroler Etschland mellem 1947 og 1972. Alto Adige er en del af Tyrol-området. 
Regionen grænser til Østrig i nord, til Schweiz  i nordvest og til regionerne Lombardiet i vest og Veneto i syd. Den har et areal på 13.619 km² og er domineret af bjerge. Regionen dækker store dele af Dolomitterne og den sydlige af Alperne. Den laveste bjergovergang i Alperne er Brennerpasset som ligger i den nordlige region ved grænsen til Østrig. 

## Historie
Regionen blev tidligt erobret af romerne. Efter det Vestromerske riges fald blev det delt mellem langobarder (fra syd og op til Salorno), og af alemannerne op til den sydlige del af Brennerpasset. Efter at Kongedømmet Italien blev oprettet i middelalderen under Karl den store inkluderede det Trento grevskabet Bolzano og Venosta, medens hertugdømmet Bayern fik de andre områder i regionen. 
Fra 1000-tallet blev dele af regionen styret af fyrstbiskoperne af Trento og Brixen, som de tysk-romerske kejsere havde givet vidtrækkende magt til. 
- Wikimedia Commons har flere filer relateret til Trentino-Alto Adige

46°23′N 11°25′Ø / 46.38°N 11.42°Ø